# Sashes Island
Sashes Island ist eine Insel in der Themse am Cookham Lock bei Cookham, Berkshire.
Die Insel liegt zwischen dem Hedsor Water und der heutigen Zufahrt zur Schleuse. Die Insel kann über Fußgängerbrücken von Cookham über die Formosa Island und Mill Island erreicht werden. Ihr Name stammt vom „Sceaftesege“ oder „Sceaf’s Isle“.

## Geschichte
Die älteste bekannte Karte der Insel stammt aus der Zeit um 1580. Auf dieser Karte ist der Sashes Stream verzeichnet, der die Insel in zwei Teile teilt.
Man geht davon aus, dass die Insel der Punkt war, an dem die Römerstraße des Camlet Way, die Themse überquerte. Es wurden Holzpfähle im 19. Jahrhundert und 1969 an dieser Stelle gefunden, die auf eine größere Brücke hindeuten. Es könnte sein, dass Cookham seinen Namen von Cwch-ium herleitet, das auf keltisch „Bootsplatz“ bedeutet.
Auf Sashes Island wurde zur Zeit von Alfred dem Großen ein Burh, eine Verteidigungsanlage gegen die Dänen, gebaut. 914 wurde sie im Burghal Hidage verzeichnet. Die Burghal Hidage berichtet, dass die Verteidigungsanlagen auf Sceaftessige 4.125 Fuß lang waren. Es wurden keine Spuren dieser Befestigung gefunden, was die Folge der Arbeiten für die Schleuse in den 1830er Jahren sein mag. Waffen aus der Zeit der Sachsen wurden im Fluss gefunden.
Es gibt ein Landschaftsgemälde von Sashes Island von Gilbert Spencer, dem Bruder von Stanley Spencer, der in Cookham geboren wurde.